# Поп-Иван
Поп-Ива́н (укр. Піп Іван Мармароський, Поп-Ива́н Мармаро́шский) — гора в Украинских Карпатах, вблизи Гуцульских Альп, одна из вершин Мармарошского горного массива. Высота 1936,2 м. Находится на границе Украины и Румынии. Не следует путать с Поп-Иван Черногорский.
Украинская часть горы (с востока, севера и запада)  находится на территории Раховского района Закарпатской области.
Вершина горы соседствует с более высокой безымянной вершиной, 1937,7 метра, на юго-востоке.
Форма пирамидальная, северные и восточные склоны крутые. Вокруг горы сезонно могут образовываться небольшие озёрца. На значительных площадях здесь полонины. Произрастает много редких растений.
Туристическая трасса на гору Поп-Иван Мармарошский проходит через границу с Румынией. Чтобы проехать, следует предварительно получить разрешение в селе Деловом, где размещается пограничная застава.

## Топографические карты
- Лист карты L-35-1 Вишеул-де-сус. Масштаб: 1 : 100 000. Состояние местности на 1971 год. Издание 1978 г.